# Yasuyuki Moriyama
Yasuyuki Moriyama (森山 泰行 Moriyama Yasuyuki?,  nacido el 1 de mayo de 1969 en Gifu, Gifu) es un exfutbolista japonés que se desempeñaba como delantero.
En 1997, Moriyama jugó para la selección de fútbol de Japón.

## Trayectoria

### Clubes
| Club                 | País      | Año       |
| -------------------- | --------- | --------- |
| Nagoya Grampus Eight | Japón     | 1992-2004 |
| Bellmare Hiratsuka   | Japón     | 1998      |
| HIT Gorica           | Eslovenia | 1998-1999 |
| Sanfrecce Hiroshima  | Japón     | 1999      |
| Kawasaki Frontale    | Japón     | 2000      |
| Consadole Sapporo    | Japón     | 2002-2003 |
| FC Gifu              | Japón     | 2005-2008 |

### Selección nacional
| Selección | País  | Año  |
| --------- | ----- | ---- |
| Absoluta  | Japón | 1997 |

## Estadística de equipo nacional
| Selección de Japón | Selección de Japón | Selección de Japón |
| Año                | Part.              | Goles              |
| ------------------ | ------------------ | ------------------ |
| 1997               | 1                  | 0                  |
| Total              | 1                  | 0                  |

## Palmarés

### Títulos nacionales
| Título             | Club                 | País  | Año  |
| ------------------ | -------------------- | ----- | ---- |
| Copa del Emperador | Nagoya Grampus Eight | Japón | 1995 |